# Белый Дрин
Бе́лый Дрин (серб. Бели Дрим, алб. Drini i Bardhë) — река в юго-восточной Европе.
Протекает в Сербии. Длина — 175 км. Исток находится к северу от города Печ в Косове. Устье в северной части Албании у города Кукес — слияние Белого и Чёрного Дрина в реку Дрин.
Его бассейн имеет площадь 4964 км², средний расход воды — 56 м³/сек. Осенне-зимнее половодье приводит к существенному повышению уровня воды в реке. Белый Дрин несудоходен.
Каньон Белого Дрина с 1986 года находится под государственной охраной.